# PL-2

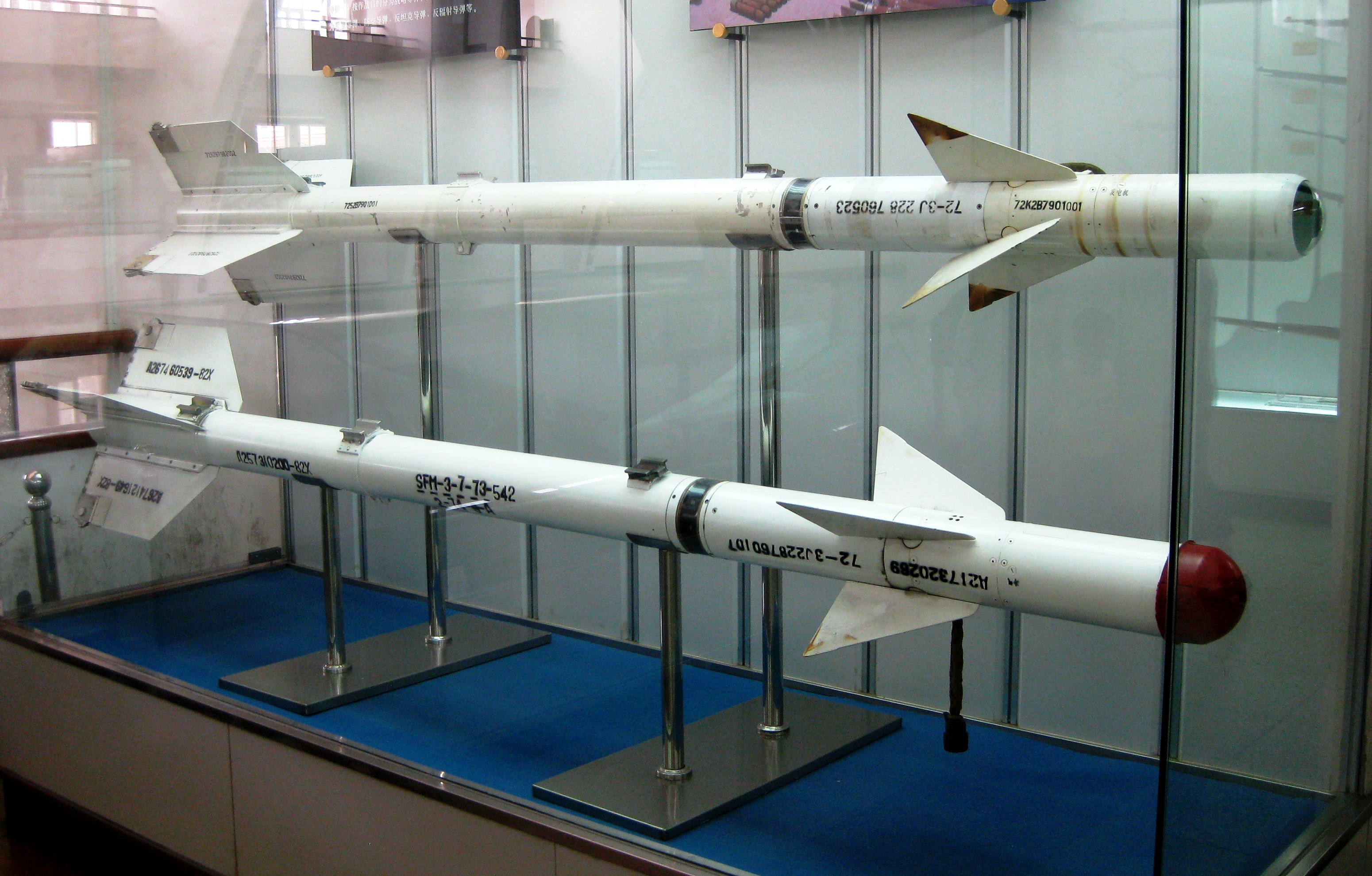
PL-2

Die PL-2 ist eine chinesische Kurzstrecken-Luft-Luft-Rakete.

## Entwicklung
Die PL-2 ist eine lizenzierte Kopie der sowjetischen Rakete AA-2 Atoll, die wiederum eine Kopie der US-amerikanischen AIM-9B Sidewinder ist. Die Lenkung erfolgt wie bei den Vorbildern mittels eines Infrarotsensors, gezündet wird der Sprengkopf mittels eines Näherungszünders. Die Entwicklung der PL-2 begann in den 1960er-Jahren, als China die erforderliche Technologie aus der Sowjetunion erhalten hatte. Die Serienproduktion begann 1970. Alle Varianten wurden in den 1980er-Jahren durch die leistungsfähigere PL-5 abgelöst.

## Varianten
- PL-2A: Verbesserte Version; aufgrund von technischen Problemen nie produziert.
- PL-2B: Verbesserte Lenkung; neuer Suchkopf und angepasster Näherungszünder. 1978 eingeführt.
- PL-3: Überarbeitete Steuerflächen, vergrößerter Sprengkopf. 1980 eingeführt.
- PL-6: Als Weiterentwicklung der PL-3 noch während derer Entwicklung (1975) begonnen. 1979 waren die Tests erfolgreich abgeschlossen, es zeigte sich dann jedoch, dass die Leistungssteigerung gegenüber der PL-3 die Einführung nicht rechtfertigte, zumal die bei der Entwicklung gewonnenen Erkenntnisse in die Kampfwertsteigerung der PL-2 einflossen.

## Plattformen
- J-5 (MiG-17 Fresco)
- J-6 (MiG-19 Farmer)
- J-7 (MiG-21 Fishbed)

## Technische Daten
PL-2B
| Kenngröße       | Daten                             |
| --------------- | --------------------------------- |
| Länge           | 2,99 m                            |
| Durchmesser     | 0,53 m                            |
| Spannweite      | 1,27 m                            |
| Startgewicht    | 76 kg                             |
| Geschwindigkeit | Mach 2,2                          |
| Reichweite      | 3 km                              |
| Lenkung         | Infrarot                          |
| Gefechtskopf    | 11,3 kg HE-Frag (Näherungszünder) |
| Antrieb         | Feststoffrakete                   |